# Le Diable noir
Le Diable noir er en fransk stumfilm fra 1905 af Georges Méliès.